# Henrietta Szold
Henrietta Szold, född 1860, död 1945, var en israelisk feminist och aktivist. 
Hon medgrundare av och den första ordföranden för Histadrut Nashim Ivriot 1920. 